# Liste brasilianischer Schriftsteller
Dies ist eine Liste brasilianischer Schriftsteller. Es besteht kein Anspruch auf Vollständigkeit.

## A
- Miguel M. Abrahão (* 1961)
- Caio Fernando Abreu (1948–1996)
- Casimiro de Abreu (1839–1860)
- Breno Accioly (1921–1966)
- Adonias Filho (1915–1990)
- Matias Aires (1705–1763)
- Bernardo Ajzenberg (* 1959)
- José de Alencar (1829–1877)
- Guiherme de Almeida (1890–1969)
- José Américo de Almeida (1887–1980)
- Júlia Lopes de Almeida (1862–1934)
- Manuel Antônio de Almeida (1831–1861)
- João Alphonsus (1901–1944)
- Manuel Inácio da Silva Alvarenga (1749–1814)
- Francisco do Monte Alverne (1784–1858)
- Castro Alves (1847–1871)
- Jorge Amado (1912–2001)
- Narcisa Amália (1852–1924)
- José de Anchieta (1534–1597)
- Jorge Andrade (1922–1984)
- Mário de Andrade (1893–1945)
- Oswald de Andrade (1890–1954)
- Ivan Ângelo (* 1936)
- Augusto dos Anjos (1884–1914)
- Ciro dos Anjos (1906–1994)
- Chico Anysio (1931–2012)
- Graça Aranha (1868–1931)
- Murilo de Araujo (1893–1980)
- Manuel de Araújo Porto-Alegre (1806–1879)
- Afonso Arinos de Melo Franco (1868–1916)
- Machado de Assis (1839–1908)
- Leilah Assunção, auch: Leilah Assumpção (* 1943)
- Affonso Ávila (1928–2012)
- Walmir Ayala (1933–1991)
- Aluísio Azevedo (1857–1913)
- Álvares de Azevedo (1831–1852)
- Artur Azevedo (1855–1908)

## B
- Manuel Bandeira (1886–1968)
- Domingos Caldas Barbosa (1738?–1800)
- Ruy Barbosa (1849–1923)
- Lima Barreto (1881–1922)
- Manoel de Barros (1916–2014)
- Maria Alice Barroso (* 1926)
- Lindolf Bell (1938–1998)
- João Bethencourt (1924–2006)
- Olavo Bilac (1865–1918)
- Aldir Blanc (1946–2020)
- Augusto Boal (1931–2009)
- Raul Bopp (1898–1984)
- Hermilo Borba Filho (1917–1976)
- Alfredo Bosi (1936–2021)
- Beatriz Bracher (* 1961)
- Rubem Braga (1913–1990)
- Ignácio de Loyola Brandão (* 1936)
- Francisco de Assis Almeida Brasil (* 1932)
- Chico Buarque (* 1944)

## C
- João Cabral de Melo Neto (1920–1999)
- Manuel Calado (1584–1654)
- Antônio Callado (1917–1997)
- Joracy Camargo (1898–1973)
- Adolfo Caminha (1867–1897)
- Pero Vaz de Caminha (1450?–1500)
- Augusto de Campos (* 1931)
- Geir Campos (1924–1999)
- Haroldo de Campos (1929–2003)
- Maximiano Campos (1941–1998)
- Paulo Mendes Campos (1922–1999)
- Joaquim Cardoso, auch: Cardozo (1897–1978)
- Lúcio Cardoso (1913–1968)
- Rafael Cardoso (* 1964)
- André Carneiro (1922–2014)
- Otto Maria Carpeaux (1900–1978)
- José Cândido de Carvalho (1914–1989)
- Ronald de Carvalho (1893–1935)
- Walter Campos de Carvalho (1916–1998)
- Consuelo de Castro (* 1946)
- Ruy Castro (* 1948)
- Catulo da Paixão Cearense (1863–1946)
- Lindanor Celina (1917–2003)
- Mário Chamie (1933–2011)
- Paulo Coelho (* 1947)
- Henrique Maximiano Coelho Neto (1864–1934)
- Marina Colasanti (1937–2025)
- José Condé (1918–1971)
- Carlos Heitor Cony (1926–2018)
- Raimundo Correia (1859–1911)
- Gustavo Corsaro (1896–1981)
- Cláudio Manuel da Costa (1729–1789)
- Flávio Moreira da Costa (* 1942)
- Hipólito da Costa (1774–1823)
- Edilberto Coutinho (* 1938)
- Sônia Coutinho (1939–2013)
- Rui Ribeiro Couto (1898–1963)
- Gonçalves Crespo (1846–1883)
- Gastão Cruls (1888–1959)
- João da Cruz e Souza (1861–1898)
- João Paulo Cuenca (* 1978)
- Euclides da Cunha (1866–1909)

## D
- Gonçalves Dias (1823–1864)
- Ricardo Domeneck (* 1977)
- Autran Dourado (1926–2012)
- Roberto Drummond (1937–2002)
- Carlos Drummond de Andrade (1902–1987)
- Júlio César de Melo e Sousa siehe: Malba Tahan
- Luiz Gonzaga Duque Estrada, auch: Luís Gonzaga Duque (1863–1911)
- Santa Rita Durão (1722–1784)

## E
- Bárbara Eliodora siehe: Bárbara Heliodora
- Bernardo Élis (1915–1997)
- Luiz Fernando Emediato (* 1951)
- Eneida siehe: Eneida de Moraes

## F
- Lygia Fagundes Telles siehe unter Telles
- Tânia Jamardo Faillace (* 1939)
- Otávio de Faria (1908–1980)
- Mário Faustino (1930–1962)
- Millôr Fernandes (1924–2012)
- Ascenso Ferreira (1895–1965)
- Guilherme de Figueiredo (1915–1997)
- Jackson de Figueiredo (1891–1928)
- Rubens Figueiredo (* 1956)
- Mário Filho (1908–1966)
- Rubem Fonseca (1925–2020)
- Joaquim José da França Júnior (1838–1890)
- Oswaldo França Júnior (1936–1989)
- Paulo Francis (1930–1997)
- Laudelino Freire (1873–1937)
- Luís José Junqueira Freire (1832–1855)
- Roberto Freire (1927–2008)
- Gilberto Freyre (1900–1987)
- Andréa del Fuego (* 1975)
- Julián Fuks (* 1981)

## G
- Fernando Gabeira (* 1941)
- Daniel Galera (* 1979)
- Patrícia Galvão, Pseudonym: Pagu (1910–1962)
- Basílio da Gama (1741–1795)
- Luís Gama (1830–1882)
- Luiz Alfredo Garcia-Roza (1936–2020)
- Zélia Gattai (1916–2008)
- Luisa Geisler (* 1991)
- Víctor Giudice (1934–1997)
- Dias Gomes (1922–1999)
- Paulo Emílio Sales Gomes (1916–1977)
- Tomás Antônio Gonzaga (1744–1810)
- Judith Grossmann (* 1931)
- José Lino Grünewald (1931–2000)
- Gianfrancesco Guarnieri (1934–2006)
- Alphonsus de Guimaraens (1870–1921)
- Bernardo Guimarães (1825–1884)
- João Guimarães Rosa (1908–1967)
- Josué Guimarães (1921–1986)
- Ferreira Gullar (1930–2016)

## H
- Hilda Hilst (1930–2004)
- Homero Homem (1921–1991)

## I
- Lêdo Ivo (1924–2012)

## J
- Luís Jardim (1901–1987)
- Carolina Maria de Jesus (1914–1977)
- Elias José (1936–2008)
- Francisca Júlia da Silva (1871–1920)
- Dalcídio Jurandir (1909–1979)

## K
- Juca Kfouri (* 1950)
- Helena Kolody (1912–2004)
- Bernardo Kucinski (* 1937)

## L
- Julieta de Godoy Ladeira (1935–1997)
- Celso Lafer (* 1941)
- Michel Laub (* 1973)
- Mucio Leão (1898–1969)
- Paulo Leminski (1944–1989)
- Stella Leonardos (* 1923)
- Orígenes Lessa (1903–1986)
- Alceu Amorosa Lima (1893–1983)
- Geraldo França de Lima (1914–2003)
- Jorge de Lima (1895–1953)
- Osman Lins (1924–1978)
- Paulo Lins (* 1958)
- Adriana Lisboa (* 1970)
- Henriqueta Lisboa (1903–1985)
- Clarice Lispector (1920–1977)
- Monteiro Lobato (1882–1948)
- Moacir Costa Lopes (1927–2010)
- João Simões Lopes Neto (1865–1916)
- José Louzeiro (* 1932)
- Lya Luft (1938–2021)

## M
- Joaquim Manuel de Macedo (1820–1882)
- Ana Maria Machado (* 1941)
- Aníbal Machado (1894–1964)
- Alcântara Machado (1901–1935)
- Gilka Machado (1893–1980)
- Gonçalves de Magalhães (1811–1882)
- Diogo Mainardi (* 1962)
- Haroldo Maranhão (1927–2004)
- Plínio Marcos (1935–1999)
- Júlio Monteiro Martins (* 1955)
- Gregório de Matos, auch: Mattos (1636?–1696)
- Carlos Maul (1869–?)
- José Osvaldo de Meira Penna (1917–2017)
- Cecília Meireles (1901–1964)
- Thiago de Mello (1926–2022)
- Patrícia Melo (* 1962)
- Melo Neto siehe: João Cabral de Melo Neto
- Murilo Mendes (1901–1975)
- Holdemar Menezes (1921–1996)
- Augusto Meyer (1902–1970)
- Dante Milano (1899–1991)
- Sérgio Milliet (1898–1966)
- Josué Montello (1917–2006)
- Vianna Moog auch: Clodimir Viana Moog (1906–1988)
- Eneida de Moraes, kurz: Eneida (1903–1971)
- Vinícius de Moraes (1913–1980)
- Mauro Mota (1911–1984)
- Daniel Munduruku (* 1964)
- Luís Murat (1861–1929)
- Alberto Mussa (* 1961)

## N
- Joaquim Nabuco (1849–1910)
- Abdias do Nascimento (1914–2011)
- Esdras do Nascimento (* 1934)
- Raduan Nassar (* 1935)
- Pedro Nava (1903–1984)
- Carlos Nejar (* 1939)
- Adalgisa Nery (1905–1980)
- Manuel da Nobrega (1517–1570)
- Carlos Eduardo Novaes (* 1940)

## O
- Domingos Olímpio (1850–1906)
- Antônio Olinto (1909–2009)
- Manuel Botelho de Oliveira (1636–1711)
- Teresa Margarida da Silvae Orta (1711–1793)

## P
- Manuel de Oliveira Paiva (1861–1892)
- Mário Palmério (1916–1996)
- José do Patrocínio (1853–1905)
- Afrânio Peixoto (1876–1947)
- Inácio José de Alvarenga Peixoto (1744?–1793)
- Domingos Pellegrini (* 1949)
- Cornélio Pena (1896–1958)
- Martins Pena (1815–1848)
- Menotti del Picchia (1892–1988)
- Décio Pignatari (1927–2012)
- Nélida Piñon (1937–2022)
- Wander Piroli (* 1931)
- Raul Pompéia (1863–1895)
- Adélia Prado (* 1935)
- Paulo Prado (1869–1934)

## Q
- Qorpo Santo (1829–1883)
- Dinah Silveira de Queiroz (1911–1982)
- Rachel de Queiroz (1910–2003)
- Mário Quintana (1906–1994)

## R
- Graciliano Ramos (1892–1953)
- Ricardo Ramos (1929–1992)
- Samuel Rawet (1929–1985)
- Marques Rebêlo (1907–1973)
- José Lins do Rego (1901–1957)
- Maria Firmina dos Reis (1825–1917)
- Otto Lara Resende (1922–1992)
- Marcos Rey (1925–1999)
- Darcy Ribeiro (1922–1997)
- João Ubaldo Ribeiro (1941–2014)
- Júlio Ribeiro (1845–1890)
- Cassiano Ricaro (1895–1974)
- João do Rio (1881–1921)
- Nelson Rodrigues (1912–1980)
- Sílvio Romero (1851–1914)
- Murilo Rubião (1916–1991)
- Luiz Ruffato (* 1961)

## S
- Xico Sá (* 1962)
- Fernando Sabino (1923–2004)
- Herberto Sales (1917–1999)
- Plínio Salgado (1895–1975)
- Cícero Sandroni (1935–2025)
- Affonso Romano de Sant’Anna (* 1937)
- Sérgio Sant’Anna (1941–2020)
- Silviano Santiago (* 1936)
- Olga Savary (1933–2020)
- Aldyr Schlee (1934–2018)
- Augusto Frederico Schmidt (1906–1965)
- Moacyr Scliar (1937–2011)
- Paulo Setúbal (1893–1937)
- Aguinaldo Silva (* 1943)
- António José da Silva (1705–1739)
- Deonísio da Silva (* 1948)
- Tasso da Silveira (1895–1968)
- Valdomiro Silveira (1873–1941)
- Antônio Gonçalves Teixeira e Sousa (1812–1861)
- Gabriel Soares de Sousa (1540?–1591?)
- Inglês de Sousa (1853–1918)
- Sousândrade, Pseudonym für Joaquim de Sousa Andrade (1833–1902)
- Márcio Souza (* 1946)
- Edla van Steen (* 1936)
- Veronica Stigger (* 1973)
- Ariano Suassuna (1927–2014)
- Bruna Surfistinha (* 1984)

## T
- Malba Tahan, Pseudonym für Júlio César de Melo e Sousa (1895–1974)
- Alfredo d’Escragnolle Taunay (1843–1899)
- Franklin Távora (1843–1888)
- Bento Teixeira (1561?–1618?)
- Antônio Gonçalves Teixeira e Sousa siehe unter Sousa
- Lygia Fagundes Telles (1918–2022)
- Rodolfo Teófilo (1853–1932)
- Antônio Torres (* 1940)
- Eduardo Tourinho (1896–1981)
- Dalton Trevisan (1925–2024)

## U
- João Ubaldo Ribeiro siehe unter Ribeiro

## V
- Fagundes Varela (1841–1875)
- José Mauro de Vasconcelos (1920–1984)
- José J. Veiga (1915–1999)
- Érico Veríssimo (1905–1975)
- José Veríssimo (1857–1916)
- Luiz Fernando Veríssimo (* 1936)
- Gilberto Vidigal (* 1894–?)
- António Vieira (1608–1697)
- José Geraldo Vieira (1897–1977)
- Marcos Vilaça (1939–2025)
- Fernando Vilela (* 1973)
- Luiz Vilela (* 1942)
- Heitor Villa-Lobos (1887–1959)

## Y
- Yaguarê Yamã (* 1973)

## Z
- Werner Zotz (* 1947)